# Ingrid Marie

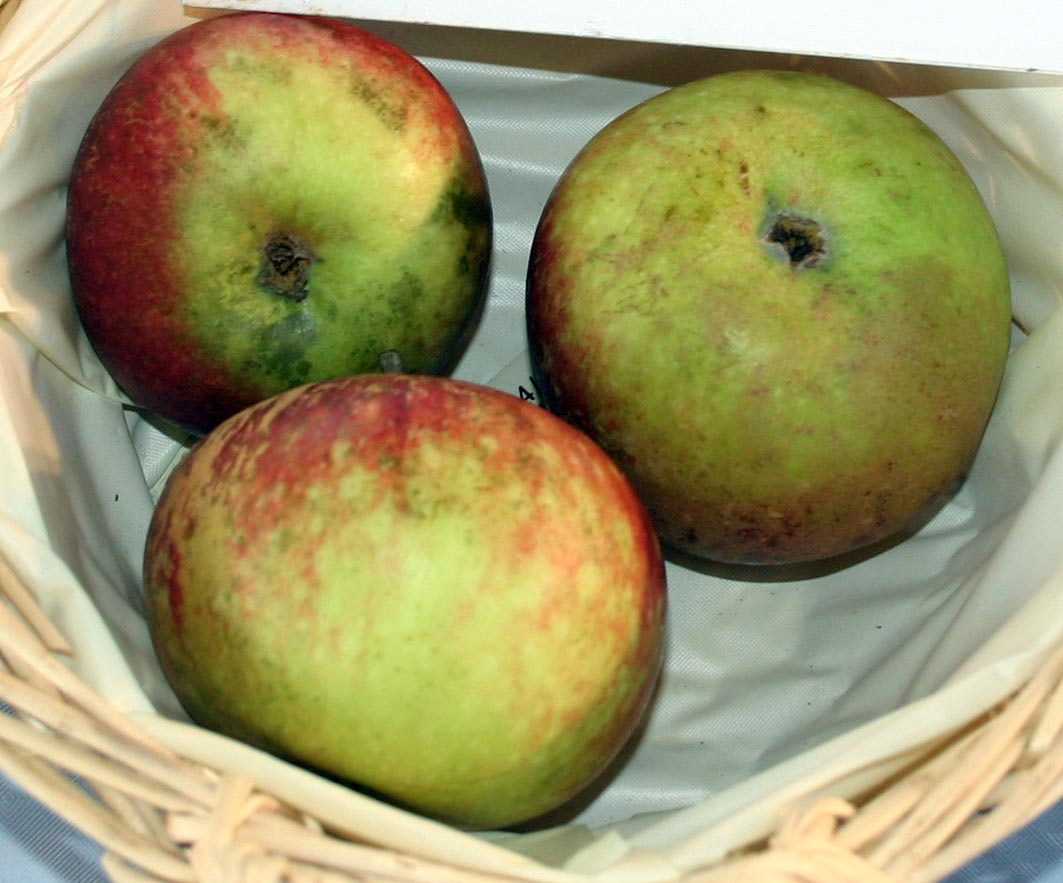
Pommes Ingrid Marie.

Ingrid Marie est un cultivar de pommes apparu en 1910 au Danemark.

## Description
Pomme à couteau, rouge, de calibre moyen.

## Parenté

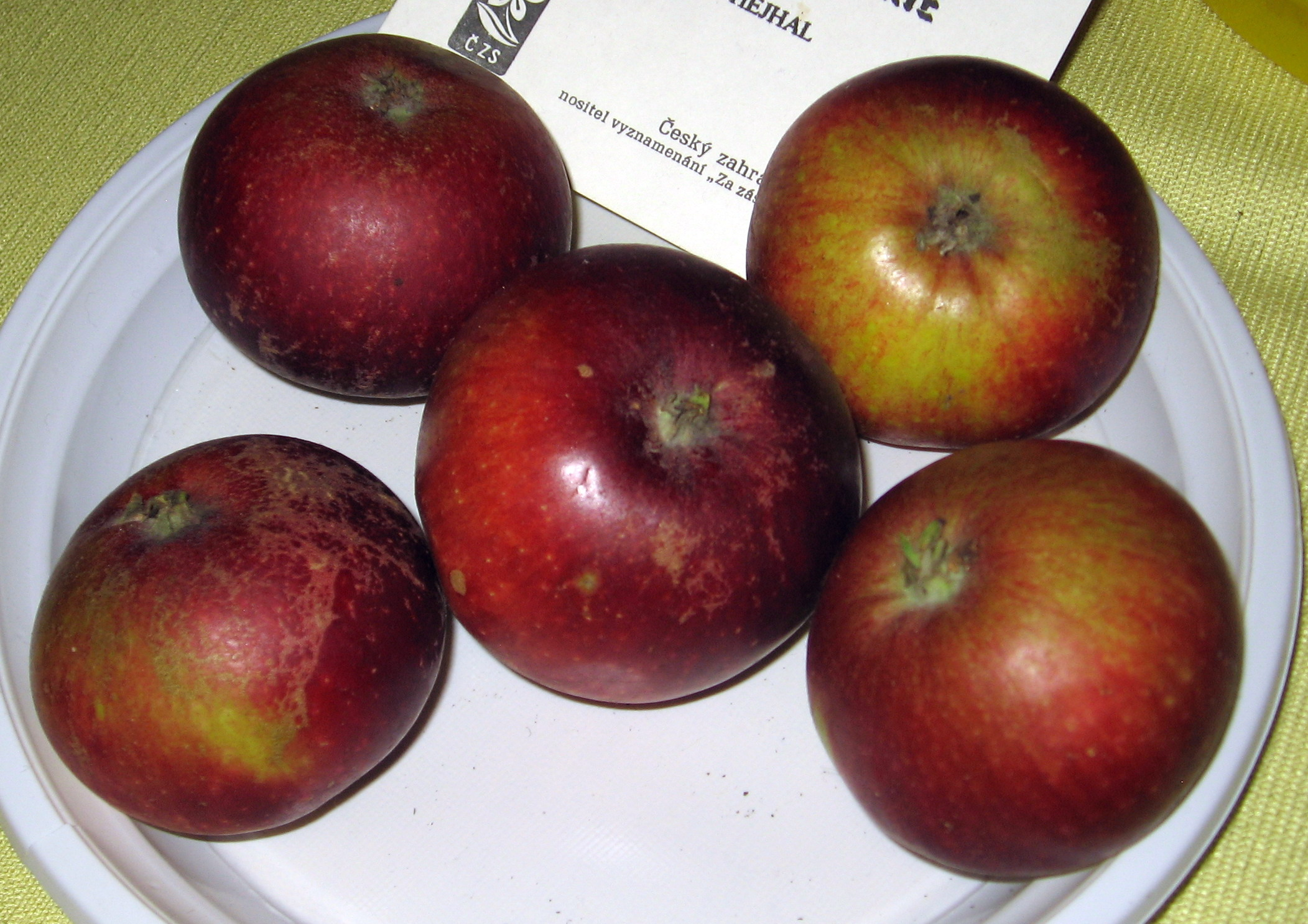
Autres pommes Ingrid Marie.

Origine : Cox's Orange Pippin × Delicious
Descendants :
- Elstar : Ingrid Marie × Golden Delicious

## Pollinisation
- Groupe de floraison : D

- Date de floraison : 2 jours après la Golden Delicious.

- Fleurs fécondées par Pinova, Rajka...

- S-génotype : S5S43[1]

## Maladies
Un peu résistante à la tavelure et au mildiou.

## Culture
Maturité: mi-août.
Conservation: jusque septembre.